# 세동 (기업)
세동(Saedong)는 대한민국의 기업이다. 본사는 부산광역시 기장군 장안읍 장안산단8로8에 위치해 있다. 대표이사는 윤정상이다.

## 참고 문헌
1. ↑  정선은, 세동, 윤정상 대표체제로 변경, 아시아경제, 2012.01.27
2. ↑  세동, KG모빌리언스, 서울반도체, 네오셈, 비지니스포스트, 2020-03-20